# Leisure Suit Larry: Reloaded
Leisure Suit Larry: Reloaded ist ein Point-and-Click-Adventure-Computerspiel, das am 9. Juli 2013 von der EuroVideo Medien GmbH veröffentlicht wurde. Es wurde von N-Fusion Interactive, Intermarum und Replay Games unter der Führung von Serienschöpfer Al Lowe entwickelt und vom Rechteinhaber Codemasters genehmigt. Das Spiel erschien bei Steam und GOG.com für Windows, Mac OS X und Linux. Zudem wurde aus auf Android und iOS portiert. Es ist das zweite Computerspiel-Remake von Leisure Suit Larry in the Land of the Lounge Lizards von 1987, welches selbst bereits 1991 mit VGA-Grafiken neu aufgelegt wurde.

## Entwicklung
Am 3. Mai 2012 wurde die Kickstarter-Kampagne erfolgreich abgeschlossen. Es konnten 655.182 Dollar von 14.081 Unterstützern eingesammelt werden. Das Fernziel von 750.000 US-Dollar wurde verfehlt. Mit ihm wären Synchronisationen für weitere Sprachen, neue Spielinhalte und Unterstützung für zusätzliche Plattformen hinzugekommen. Das Spiel wurde mehrfach verschoben, um die Qualität aufrechtzuerhalten. Die Musik wurde von Austin Wintory komponiert.

## Spielprinzip
Die Spielfigur wird per Mausklick gesteuert. Damit diese eine Aktion ausführt oder einen Gegenstand aufhebt, wird zunächst das passende Symbol ausgewählt. Neben klassischen Aktionen wie Nehmen oder Benutzer, steht Riechen, Lecken, Herumfummeln sowie Reißverschluss der Hose öffnen zur Auswahl, um Kombinationsrätsel zu lösen.

## Rezeption
Es sei eine würdige Neuauflage, die jedoch nicht mit aktuellen Titeln mithalten könne, etwa in puncto Umfang oder Bedienkomfort sowie in Hinblick auf Rätsel und Animationen. Larry Reloaded lebe vor allem von dem Nostalgie-Faktor, wirke heute aber aus der Zeit gefallen. Im Vergleich mit den Texteingaben des ersten Teils und der Steuerung des ersten VGA-Remakes übertreffe es die Vorgänger deutlich. Die Sprachausgabe sei gelungen und die Grafik halbwegs modern. Man merke dem Spiel sein schmales Budget an. Betrachtet man die schlecht gealterte Vorlage, so sei die Neuauflage erstaunlich gut gelungen. Hinter jedem Klick, selbst auf unwichtige Objekte, stecke ein Spruch. Leisure Suit Larry Reloaded bleibe jedoch insgesamt zu kurz, zu flach und zu schlecht umgesetzt. Viele Witze zünden nicht. Inhaltlich sei nur wenig hinzugekommen. Die Rätsel seien nicht sonderlich komplex, aber durch die Steuerung unnötig kompliziert. Die Rätseldichte sei gering, der Anspruch nicht sonderlich hoch. Alleinstellungsmerkmal sei die Verortung in der realen Erwachsenenwelt. Es zähle wie schon das Original zu den weniger guten Adventures. Der Erfolg der Kickstarter-Kampagne spreche jedoch dafür, dass es zahlreiche loyale Fans besäße. Man müsse mit dem speziellen Humor des schmierig-naiven Protagonisten und sarkastischen Erzählers etwas anfangen können, um Freude an dem Titel zu haben.